# Latrejespitz
Der Latrejespitz ist ein Gipfel im Massiv des Dreispitz im Berner Oberland.

## Lage
Der Latrejespitz liegt auf dem Hauptgrat des Massivs, auf der Grenze zwischen den Gemeinden Reichenbach im Kandertal und Aeschi bei Spiez, rund 800 Meter in ostnordöstlicher Richtung vom Dreispitz-Hauptgipfel entfernt. Er fällt im Osten gegen die Alp Latreje ab und im Nordwesten gegen die Alp Obersuld; beide gehören zum Quellgebiet der Suld. Die Südflanke wird vom Eggbach entwässert, welcher via Spiggenbach ins Kiental fliesst.

## Gipfel
Die Gipfelhöhe ist auf der Landeskarte der Schweiz mit 2421 m angegeben, diese bezieht sich jedoch auf einen grasbewachsenen Vorgipfel. Daran schliesst sich ein zerklüfteter Felsgrat an, dessen höchste Spitze sich etwa 50 m südwestlich des Vorgipfels auf ca. 2430 m erhebt. Der Vorgipfel ist im Rahmen einer anspruchsvollen Bergwanderung erreichbar, für den höchsten Punkt ist Kletterei erforderlich.